# Amphiprion latifasciatus
Amphiprion latifasciatus, el pez payaso de Madagascar es una especie de peces de la familia Pomacentridae, en el orden de los Perciformes.
Pertenecen a los denominados peces payaso, o peces anémona, y viven en una relación mutualista con anémonas Stichodactyla mertensii y Heteractis crispa.

## Morfología
El cuerpo es de color marrón oscuro, y tiene dos gruesas líneas blancas distintivas recorriéndolo verticalmente, la primera desde delante del nacimiento de la aleta dorsal hasta la garganta, y la segunda, desde la mitad de la aleta dorsal hasta el ano. La boca, garganta, vientre, y todas las aletas, son naranjas, o amarillentos.
Cuenta con 10-11 espinas y 15-16 radios blandos dorsales; 2 espinas y 12-14 radios blandos anales.
Las hembras pueden llegar alcanzar los 13 cm de longitud total.

## Reproducción
Es  monógamo y hermafrodita secuencial protándrico, esto significa que todos los alevines son machos, y que tienen la facultad de convertirse en hembras, cuando la situación jerárquica en el grupo lo permite, siendo el ejemplar mayor del clan el que se convierte en la hembra dominante, ya que se organizan en matriarcados.
Su género es algo fácil de identificar, ya que la hembra, teóricamente es la más grande del clan. Cuando ésta muere, el pequeño macho dominante se convierte en una hembra. El cambio de sexo lo consiguen cuando alcanzan 5,1 cm de longitud.
Son desovadores bénticos. Los huevos son demersales, de forma elíptica, y adheridos al sustrato. La reproducción se produce en cuanto comienza a elevarse la temperatura del agua, aunque, como habitan en aguas tropicales, se pueden reproducir casi todo el año. El macho prepara el lugar de la puesta, en un sustrato duro en la base de una anémona, y, tras realizar las maniobras del cortejo, espera a que la hembra fije los huevos allí, y los fertiliza. Posteriormente, agita sus aletas periódicamente para oxigenar los embriones, y elimina los que están en mal estado. 
Tras un periodo de 6-7 días, cuando los alevines se liberan, no reciben atención alguna de sus padres. Deambulan en aguas superficiales en fase larval durante 8 a 12 días, posteriormente descienden al fondo en busca de una anémona, y mutan a su coloración juvenil.

## Alimentación
Aunque no se dispone de información específica sobre su alimentación en las fuentes consultadas, como todas las especies del género, más que probablemente, se alimenta de pequeños invertebrados  planctónicos y  algas bénticas.

## Hábitat y comportamiento
Es un pez de mar, de clima tropical (10°S-27°S), y asociado a los  arrecifes de coral. Frecuenta lagunas y arrecifes exteriores, en áreas protegidas ricas en corales.
Su rango de profundidad es entre 1-12 metros.  Vive en simbiosis con las anémonas Stichodactyla mertensii y Heteractis crispa.

## Distribución geográfica
Se encuentra al oeste del océano Índico: en Comoras y Madagascar.